# A sorompók lezárulnak
A sorompók lezárulnak (eredeti cím: Umberto D.) Vittorio De Sica 1952-ben készült filmdrámája. Témája: a háború után egy idős egykori kormányhivatalnok megpróbálja megtartani kis, bérelt szobáját, Flike nevű kutyáját, minimális idős életét.

## Cselekmény
A rendőrség feloszlat egy nyugdíjas tüntetést, melynek egyik résztvevője Umberto D. Ferrari (Carlo Battisti, amatőr színész).
Hazaérve azt tapasztalja, hogy a főbérlőnő kiadta szobáját egy pásztorórára, őt pedig adósként hó végén kirakná. Gyorsan eladja óráját és pár könyvét, ami a tartozás harmada, de az asszony nem fogadja el a részletfizetést.
Közben a kedves fiatal szobalány, Maria elmeséli neki, hogy nem tudja, a nápolyi vagy firenzei volt szeretőjétől várandós.
Umberto mandulagyulladással pár napra kórházba kerül, hazatérve azt látja, hogy a szobája falát áttörve éppen felújításon dolgoznak, Flike pedig megszökött.
Umberto és Flike újra egymásra találnak, pénzügyileg viszont senki nem segít, kilátástalan a helyzete és öngyilkosságot fontolgat, de Flike ügyét még valahogy el kell rendeznie, összepakol és elhagyva a lakást a szobalánynak azt javasolja, hanyagolja el azt a firenzei szeretőt.
Umberto megpróbálja gyermekekre hagyni Flike-ot és észrevétlenül lelépni, de Flike mindenképpen ragaszkodik hozzá, követi és megtalálja egy híd alatt. Umberto kétségbeesésében karjába veszi a kutyát és a sorompó mögött közeledő vonat felé indul. Flike megijed, kiugrik és elszalad, Umberto utána. Először úgy tűnik, Flike tartósan megijed, de aztán egyre inkább az látszik, inkább csak megpróbálja visszacsalni Umbertót a veszélyes helyről a parkba. Umberto végül játékosan egy fenyőtobozzal csalogatja Flike-ot. A film utolsó képsorain Umberto és Flike a parkban játszanak.

## Fogadtatás
Olaszországban a kormánypropaganda érthető módon nem fogadta túl jól a rossz szociális állapotról szóló filmet. Máshol viszont szerették. Bergman úgy nyilatkozott, hogy egyre nagyobb szerelembe esik a filmmel.

Martin Scorsese "39 alapvető külföldi film egy fiatal filmkészítőnek" listáján szerepel.
Roger Ebert Nagyszerű filmek listán szntén, azt írja: "Vittorio De Sica Umberto D (1952) filmjének története egy idős küzdelme, hogy elkerülje a szegénységből a szégyenbe zuhanást. Talán a legjobb neorealista film – az, amelyik a legegyszerűbb, és elkerüli a hatásokat és erőlködést hogy üzenetét világossá tegye."
A Rotten Tomatoes kritikai gyűjtőoldalon, 98% értéket kapott 41 kritika alapján." A Metacritic-en 92 pontos.

## Fordítás
Ez a szócikk részben vagy egészben  az   Umberto D. című angol Wikipédia-szócikk fordításán alapul.  Az eredeti cikk szerkesztőit annak laptörténete sorolja fel. Ez a jelzés csupán a megfogalmazás eredetét és a szerzői jogokat jelzi, nem szolgál a cikkben szereplő információk forrásmegjelöléseként.